# فرنسيس ماريون دريك
فرنسيس ماريون دريك (بالإنجليزية: Francis Marion Drake)‏ هو محامي وضابط وشخصية أعمال أمريكي، ولد في 30 ديسمبر 1830 في روشفيل في الولايات المتحدة، وتوفي في 20 نوفمبر 1903 في سنترفيل في الولايات المتحدة.

## وصلات خارجية
- فرنسيس ماريون دريك على موقع الموسوعة البريطانية (الإنجليزية)